# Strzelectwo na Letnich Igrzyskach Olimpijskich 1908 – pistolet dowolny, 50 jardów, drużynowo
Strzelanie z pistoletu dowolnego z 50 jardów drużynowo, było jedną z konkurencji strzeleckich na Letnich Igrzyskach Olimpijskich 1908. Zawody odbyły się w dniu 11 lipca. W zawodach uczestniczyło  28 zawodników z 7 państw.
Każdy zawodnik oddał 60 strzałów z odległości 50 jardów. Za każdy strzał można było uzyskać od 1 do 10 punktów. Maksymalna liczba punktów do zdobycia wynosiła 600. Maksymalna liczba punktów na drużynę wynosiła 2400.

## Wyniki
| Miejsce | Państwo           | Zawodnik                   | Wynik |
| ------- | ----------------- | -------------------------- | ----- |
| 1       | Stany Zjednoczone | Łączny wynik               | 1914  |
| 1       | Stany Zjednoczone | James Gorman               | 501   |
| 1       | Stany Zjednoczone | Irving Calkins             | 473   |
| 1       | Stany Zjednoczone | John Dietz                 | 472   |
| 1       | Stany Zjednoczone | Charles Axtell             | 468   |
| 2       | Belgia            | Łączny wynik               | 1863  |
| 2       | Belgia            | Paul Van Asbroeck          | 493   |
| 2       | Belgia            | Réginald Storms            | 477   |
| 2       | Belgia            | Charles Paumier du Vergier | 462   |
| 2       | Belgia            | René Englebert             | 431   |
| 3       | Wielka Brytania   | Łączny wynik               | 1817  |
| 3       | Wielka Brytania   | Jesse Wallingford          | 477   |
| 3       | Wielka Brytania   | Geoffrey Coles             | 459   |
| 3       | Wielka Brytania   | Henry Lynch-Staunton       | 446   |
| 3       | Wielka Brytania   | William Ellicott           | 435   |
| 4       | Francja           | Łączny wynik               | 1750  |
| 4       | Francja           | Augustin Barbillat         | 463   |
| 4       | Francja           | André Regaud               | 440   |
| 4       | Francja           | Léon Moreaux               | 436   |
| 4       | Francja           | Jean Depassio              | 411   |
| 5       | Szwecja           | Łączny wynik               | 1732  |
| 5       | Szwecja           | Vilhelm Carlberg           | 471   |
| 5       | Szwecja           | Eric Carlberg              | 462   |
| 5       | Szwecja           | Johan Hübner von Holst     | 416   |
| 5       | Szwecja           | Frans-Albert Schartau      | 383   |
| 6       | Holandia          | Łączny wynik               | 1632  |
| 6       | Holandia          | Jacob van der Kop          | 449   |
| 6       | Holandia          | Gerard van den Bergh       | 401   |
| 6       | Holandia          | Jan de Blécourt            | 398   |
| 6       | Holandia          | Piet ten Bruggen Cate      | 384   |
| 7       | Grecja            | Łączny wynik               | 1576  |
| 7       | Grecja            | Frangiskos Mawromatis      | 419   |
| 7       | Grecja            | Aleksandros Teofilakis     | 401   |
| 7       | Grecja            | Joanis Teofilakis          | 398   |
| 7       | Grecja            | Jeorjos Orfanidis          | 358   |